# Chase Utley
Chase Cameron Utley (ur. 17 grudnia 1978) – amerykański baseballista, który występował na pozycji drugobazowego.

## Początki kariery
Utley został wybrany w drugiej rundzie draftu przez Los Angeles Dodgers, ale nie podpisał kontraktu z organizacją tego klubu, gdyż zdecydował się podjąć studia na University of California w Los Angeles, gdzie w latach 1998–2000 grał w drużynie uniwersyteckiej UCLA Bruins. W czerwcu 2000 został wybrany w pierwszej rundzie draftu z numerem 15. przez Philadelphia Phillies i początkowo występował w klubach farmerskich tego zespołu, między innymi w Scranton/Wilkes-Barre Red Barons, reprezentującym poziom Triple-A.

## Major League Baseball

### Philadelphia Phillies
W Major League Baseball zadebiutował 4 kwietnia 2003 w meczu przeciwko Pittsburgh Pirates jako pinch hitter. Po raz pierwszy w wyjściowym składzie zagrał 24 kwietnia 2003 w spotkaniu z Colorado Rockies, w którym zaliczył pierwsze odbicie (grand slama) w MLB.
W marcu 2006 zagrał w czterech meczach w reprezentacji Stanów Zjednoczonych na turnieju World Baseball Classic. W tym samym roku po raz pierwszy wystąpił w Meczu Gwiazd i po raz pierwszy otrzymał nagrodę Silver Slugger Award. W styczniu 2007 podpisał nowy, siedmioletni kontrakt wart 85 milionów dolarów.
W dniach 17–21 kwietnia 2008 zdobył przynajmniej jednego home runa w pięciu meczach z rzędu i wyrównał rekord klubowy należący do Bobby'ego Abreu (8–12 maja 2005), Mike'a Schmidta (6–10 lipca 1979) i Dicka Allena (27 maja–1 czerwca 1969); w dniach 28 maja–2 czerwca powtórzył to osiągnięcie. W tym samym roku zagrał we wszystkich meczach World Series, w których Phillies pokonali Tampa Bay Rays 4–1 i zdobyli drugi w historii klubu tytuł mistrzowski.
W 2009 magazyn Sporting News umieścił go na 6. miejscu na liście najlepszych aktywnych zawodników w lidze. W meczu numer 5 World Series zdobył piątego home runa w całej serii i wyrównał rekord należący do Reggiego Jacksona. W grudniu 2009 został wybrany przez magazyn Sports Illustrated jako drugobazowy do drużyny MLB All-Decade Team. W sierpniu 2013 podpisał nową, dwuletnią umowę wartą 27 milionów dolarów.

### Los Angeles Dodgers
19 sierpnia 2015 w ramach wymiany zawodników przeszedł do Los Angeles Dodgers. 6 lipca 2016 w meczu przeciwko Baltimore Orioles, przegranym przez Dodgers 4–6 po czternastu zmianach, ustanowił rekord kariery, zaliczając sześć odbić. 18 lutego 2017 podpisał nowy, roczny kontrakt z Dodgers.

## Nagrody i wyróżnienia
| Nagroda/wyróżnienie      | Lata                               | Źródło |
| 6× All-Star              | 2006, 2007, 2008, 2009, 2010, 2014 | [ 1 ]  |
| 4× Silver Slugger Award  | 2006, 2007, 2008, 2009             | [ 1 ]  |
| Zwycięzca w World Series | 2008                               | [ 9 ]  |
| Fielding Bible Award     | 2010                               | [ 17 ] |